# Tome Bedenik
Tome Bedenik je bio hrvatski književnik iz Austrije, iz zajednice Hrvata iz Gradišća. Pisao je pjesme na čakavskom narječju.

## Djela
- Rožice, (tiskano u Gornjoj Borti), 1922.
- Rožice, (tiskano u Gornjoj Borti), 1922.